# Gunnar Sundman
Gunnar Isidor Sundman (* 15. April 1893 in Stockholm; † 20. Juli 1946 in Redding, Vereinigte Staaten) war ein schwedischer Schwimmer.

## Karriere
Sundman nahm 1912 an den Olympischen Spielen in Stockholm teil. Hier erreichte er im Wettbewerb über 100 m Rücken das Halbfinale. Später immigrierte er in die Vereinigten Staaten und arbeitete dort für das California Highway Department als Ingenieur.